# ソニア・ヒルマー
- ソニア・ヒルマー
- ソーニャ・ヒルマー

ソニア・ヒルマー（英語: Sonja Hilmer、1999年6月13日 - ）は、アメリカ合衆国のフィギュアスケート選手（女子シングル）。
主な戦績は、2022年クランベリー杯2位、2024年サンタクロース杯3位など。

## 技術・演技
アクセルを除く5種類の3回転ジャンプを跳ぶことができる。コンビネーションジャンプは、3回転フリップ-2回転トウループ、3回転サルコウ-2回転サルコウ、3回転ループ-2回転トウループ-2回転アクセルを跳ぶことが多い。
3回転サルコウ-2回転サルコウは2022年より演技に組み込んでおり、国内大会である2022年グレイシャーフォールズサマークラシックにおいて初着氷させ、ISU公認大会では2023年ネーベルホルン杯において初成功させた。
また、ISU公認大会である2025年クランベリー杯のフリースケーティングにおいては、3回転サルコウ-2回転アクセル-2回転サルコウの3連続を初成功させている。
これらのコンビネーションジャンプはエッジの変更に続いて逆回転ジャンプを必要とし、2022年に公式ルールにおいて、ジャンプ着氷後にチェンジエッジをし逆回転のジャンプをしてもよいと追記されて以降、ヒルマーのみが成功させているジャンプである。

## 記録
| 日付          | 記録                                                                                | 大会                   | 出典 |
| ------------- | ----------------------------------------------------------------------------------- | ---------------------- | ---- |
| 2023年9月23日 | 3回転サルコウ-2回転サルコウの ジャンプコンビネーション史上初成功                    | 2023年ネーベルホルン杯 |      |
| 2025年8月10日 | 3回転サルコウ-2回転アクセル-2回転サルコウの 3連続コンビネーションジャンプ史上初成功 | 2025年クランベリー杯   |      |

## 競技成績

### ISUパーソナルベストスコア
- SP - ショートプログラム、FS - フリースケーティング
- TSS - 部門内合計得点（英: Total segment score）は太字
- TES - 技術要素点（英: Technical element score）、PCS - 演技構成点（英: Program component score）

| 部門 | 種類 | 得点   | 大会                 |
| ---- | ---- | ------ | -------------------- |
| 総合 | TSS  | 174.46 | 2022年USクラシック   |
| SP   | TSS  | 59.34  | 2025年クランベリー杯 |
| SP   | TES  | 31.81  | 2025年クランベリー杯 |
| SP   | PCS  | 27.53  | 2025年クランベリー杯 |
| FS   | TSS  | 116.53 | 2022年USクラシック   |
| FS   | TES  | 60.25  | 2024年クランベリー杯 |
| FS   | PCS  | 57.28  | 2022年USクラシック   |

### 主な戦績
- CS - ISUチャレンジャーシリーズ

| 大会名              | 2022–23 | 2023–24 | 2024–25 | 2025–26 |
| ------------------- | ------- | ------- | ------- | ------- |
| CS 木下グループ杯   |         |         |         | TBD     |
| CS クランベリー杯   |         |         | 7位     | 4位     |
| CS ネーベルホルン杯 |         | 7位     |         |         |
| CS USクラシック     | 5位     |         |         |         |
| サンタクロース杯    |         |         | 3位     |         |
| クランベリー杯      | 2位     | 5位     |         |         |
| 全米選手権          | 10位    | 12位    | 9位     |         |

### 詳細
- マークが付いている大会はISU公認の国際大会
- パーソナルベストは太字で表示

| 2025-2026 シーズン  |                                                       |         |          |          |
| 開催日              | 大会名                                                | SP      | FS       | 結果     |
| 2025年8月7日 - 10日 | ISUチャレンジャーシリーズクランベリー杯（ノーウッド） | 4 59.34 | 4 106.49 | 4 165.83 |